# Круиз по джунглям
«Круиз по джунглям» (англ. Jungle Cruise) — американский приключенческий фильм в жанре фэнтези режиссёра Жауме Кольет-Серры по сценарию Гленна Фикарры, Джона Рекуа и Майкла Грина, основанный на одноименном аттракционе Диснейленда. В главных ролях Дуэйн Джонсон и Эмили Блант. В нём рассказывается альтернативная история капитана небольшого речного судна, который везёт учёного и её брата через джунгли в поисках Древа жизни, соревнуясь с немецкой экспедицией и проклятыми конкистадорами.
Планы по созданию художественного фильма по мотивам аттракциона Jungle Cruise начались в 2004 году. Проект оставался бездействующим до 2011 года. Первоначальная версия провалилась, и Джонсон присоединился к проекту в 2015 году. Блант и остальной актёрский состав присоединились в 2018 году в обновлённой версии, съёмки которой проходили на Гавайях и в Джорджии с мая по сентябрь того же года. Музыку написал Джеймс Ньютон Ховард.
После года пост-продакшна и года дальнейшей задержки из-за пандемии COVID-19 фильм «Круиз по джунглям» был выпущен в США 30 июля 2021 года одновременно в кинотеатрах и в цифровом формате через Disney+ Premier Access. Фильм получил неоднозначные отзывы и показал низкие кассовые сборы, собрав 220,9 млн долларов по всему миру при производственном бюджете в 200 млн долларов. Он также заработал 66 млн долларов за первые 30 дней на Premier Access. Несмотря на кассовый провал, в разработке находится сиквел, в котором Джонсон и Блант должны повторить свои роли.

## Сюжет
В 1556 году Дон Агирре ведёт испанских конкистадоров в Южную Америку на поиски Дерева Лагримас де Кристал, чьи цветы излечивают болезни, залечивают раны, снимают проклятия и могут спасти его больную дочь. После смерти многих конкистадоров племя Пука Мичуна исцеляет выживших цветами Древа. Вождь племени отказывается раскрыть местонахождение Древа, поэтому Агирре наносит ему удар и сжигает деревню. Умирающий вождь проклинает конкистадоров, делая их бессмертными и неспособными покинуть реку Амазонку, не будучи утащенными обратно самими джунглями.
В 1916 году в Лондоне Макгрегор Хоутон представляет исследование своей сестры, доктора Лили Хоутон, «Слезы Луны» Королевскому обществу, которое не допускает женщин в свои ряды. Хоутоны надеются как произвести революцию в медицине, так и помочь британским военным усилиям. Они просят доступ к недавно приобретённому артефакту — наконечнику стрелы, который, по мнению Лили, может указать местонахождение Слез Лунного Дерева, но им отказывают. Лили крадёт артефакт, едва избежав принца Иоахима, который также намерен найти Дерево для себя и Германии.
Прибыв в Бразилию, Лили и Макгрегор нанимают шкипера Фрэнка Вольфа, чтобы тот провёл их вниз по Амазонке. Фрэнк, который предлагает круизы по джунглям, украшенные фальшивыми опасностями, сначала отказывается, ссылаясь на опасности реки и джунглей, но передумывает, увидев наконечник стрелы. Трио отправляется в путь после побега от подлодки Иоахима.
Лили обнаруживает исследование Фрэнка «Слезы Луны», но он настаивает, что давно прекратил поиски. Их захватывают каннибалы, которые на самом деле являются племенем Пука Мичуна, работающим на Фрэнка в рамках его придуманного приключенческого круиза. Разозлившись, Лили не доверяет Фрэнку и сама отправляется на поиски Дерева. Вождь племени, Торговец Сэм, переводит символы на наконечнике стрелы, раскрывая местонахождение Дерева и то, что оно цветёт только под кровавой луной.
Тем временем Иоахим находит окаменевших конкистадоров в пещере и частично оживляет их водой из Амазонки. Агирре соглашается принести Иоахиму наконечник стрелы в обмен на снятие проклятия, когда тот найдёт цветы. Иоахим отводит речную воду, чтобы затопить пещеру, что оживляет Агирре и его конкистадоров и наполняет их элементами тропического леса. Конкистадоры нападают на племя, и Агирре наносит удар Фрэнку в сердце. Лили убегает с артефактом, преследуемая конкистадорами, но лианы джунглей тянут их обратно к реке, предотвращая её поимку.
К изумлению Хоутонов, вскоре снова появляется живой Фрэнк. Он признаётся, что он также проклятый конкистадор. Он помогал искать Дерево, чтобы спасти дочь Агирре, но встал на сторону племени против жестокости Агирре. После многих лет бесконечных сражений Фрэнк запер своих мстительных товарищей в пещере вдали от реки, превратив их в камень. Не найдя Древо, Фрэнк остался привязанным к реке, став гидом и построив деревню.
Лили и Фрэнк отправляются к водопаду Ла Луна Рота и обнаруживают затопленный храм, в котором находится Дерево. Тем временем Иоахим захватывает МакГрегора и заставляет его раскрыть местонахождение Лили. Фрэнк, Хоутоны, немцы и конкистадоры сходятся у Дерева.
Обнаружив, что наконечник стрелы — это медальон с красным драгоценным камнем, Лили вставляет две части в резьбу на коре; Древо ненадолго расцветает под кровавой луной. В ходе битвы Лили возвращает один цветок. Немецкие солдаты тонут, Иоахима раздавливает падающий камень, а Фрэнк разбивает свою лодку о храм, чтобы перекрыть реку, превращая себя и остальных конкистадоров в камень, чтобы спасти Лили. Осознав свои истинные чувства к Фрэнку, Лили жертвует цветком, чтобы снять проклятие и восстановить его смертность. Последний луч луны распускает единственный цветок, который Лили берёт для исследования. Вернувшись в деревенский порт, Фрэнк продаёт свой бизнес и покидает Амазонку, чтобы быть с Лили.
Вернувшись в Великобританию, Лили становится профессором Кембриджского университета и посылает МакГрегора от своего имени, чтобы отклонить приглашение вступить в Королевское общество. Затем Лили и Фрэнк вместе исследуют Лондон, пока она учит его водить машину.

## В ролях
| Актёр             | Роль                                                                                                 |
| ----------------- | --- |
| Дуэйн Джонсон     | Фрэнк Вольф (капитан речного судна) / Франсиско Лопес де Эредиа (побратим Агирры и член его экипажа) |
| Эмили Блант       | учёная Лили Хоутон (ищущая магическое лекарство)                                                     |
| Джек Уайтхолл     | Макгрегор Хоутон (младший брат Лили)                                                                 |
| Эдгар Рамирес     | Конкистадор Лопе де Агирре                                                                           |
| Джесси Племонс    | Принц Иоахим                                                                                         |
| Пол Джаматти      | Нило                                                                                                 |
| Вероника Фалькон  | Торговка Сэм                                                                                         |
| Ким Гутьеррес     | Мелчор (солдат Агирре)                                                                               |
| Дани Ровира       | Санчо (солдат Агирре)                                                                                |
| Дэн Дарган Картер | Гонсало (солдат Агирре)                                                                              |
| Энди Найман       | сэр Джеймс Хоббс-Каннингем                                                                           |
| Рафаэл Алехандро  | Закеу (юный помощник Фрэнка)                                                                         |
| Симон Локхарт     | Анна (дочь Агирре)                                                                                   |
| Педро Лопез       | вождь                                                                                                |
| Сулем Кальдерон   | дочь вождя                                                                                           |

## Релиз
Первоначально планировалось выпустить фильм 11 октября 2019 года, но 19 октября 2018 года Джонсон объявил от имени Disney, что фильм был отложен до 24 июня 2020 года (в России — 23 июля). Мировая премьера фильма «Круиз по джунглям» состоялась 24 июля 2021 года в Диснейленде в Анахайме, Калифорния. В США фильм вышел 30 июля 2021 года одновременно в кинотеатрах и на Disney+ с премьерным доступом за 29,99 долларов США. Специальный показ состоялся 29 июля 2021 года в кинотеатре D23 в театре Эль Капитан. 
Первоначально премьера была запланирована на 11 октября 2019 года, затем ее перенесли на 24 июля 2020 года  и отложили из-за пандемии COVID-19. В мае 2021 года Disney объявила, что фильм выйдет одновременно в кинотеатрах и на Disney+ с Premier Access из-за продолжающегося закрытия кинотеатров на таких рынках, как Бразилия и Европа, из-за резкого роста варианта SARS-CoV-2 Delta. Это последний релиз Disney+ Premier Access на сегодняшний день, поскольку Disney в основном установила 45-дневное эксклюзивное театральное окно перед выходом на поток. 
Он также был выпущен в Индии 24 сентября и в Китае 12 ноября 2021 года.
«Круиз по джунглям» вышел в цифровом формате 31 августа, а 16 ноября он был выпущен в форматах 4K, Blu-ray и DVD; он включает в себя 16 минут из 11 удаленных сцен и 6 бонусных короткометражек. 
Он дебютировал на вершине NPD Videoscan First Alert, заняв первое место как по общим продажам дисков, так и по продажам Blu-ray. 55% продаж пришлось на Blu-ray, в том числе 16% на 4K Blu-ray и 39% на традиционный Blu-ray.  На следующей неделе он был перемещен на вторую позицию F9 из-за скидок, предлагаемых в Черную пятницу, при этом заняв первое место в чартах проката Redbox. На третьей неделе он опустился на третье место по общим продажам дисков, сохранив свою позицию в чартах проката Redbox.

## Реакция

### Бюджет и сборы
На 6 августа 2021 год «Круиз по джунглям» собрал 54,1 млн долларов в США и Канаде и 27,6 млн долларов на других территориях, что в сумме составляет 81,7 млн долларов США по всему миру. С совокупной оценкой стоимость производства и рекламы составляет 362 миллиона долларов, фильм должен был собрать около 500 миллионов долларов по всему миру, чтобы окупиться.
В Соединенных Штатах и Канаде «Круиз по джунглям» был выпущен вместе с фильмами «Тихий омут» и «Легенда о Зелёном рыцаре» и заработал 35 миллионов долларов в первый уик-энд в 4310 кинотеатрах. Фильм заработал 13,4 миллиона долларов в первый же день, в том числе 2,7 миллиона долларов на предварительных просмотрах в четверг вечером. Дополнительно 30 миллионов долларов принесли цифровые продажи на Disney+. Фильм вызвал противоречивую реакцию инсайдеров отрасли: некоторые отметили, что фильму удалось собрать кассу выше прогнозов, в то время как другие обвинили пандемию COVID-19 и одновременный выпуск на цифровой платформе в сокращении возможных сборов в кинотеатрах. При этом один финансовый инсайдер «Deadline Hollywood» сказал «что модель одновременного выпуска фильма в кинотеатрах и на цифровых платформах уменьшает как совокупный доход от показа на стриминг-сервисах, так и валовой доход от кинотеатров».
На других территориях фильм получил 27,6 миллиона долларов из 47 стран, что ниже прогнозов экспертов в 40 миллионов долларов. Крупнейшими рынками были Великобритания (3,2 миллиона долларов), Франция (1,7 миллиона долларов) и Южная Корея (1,2 миллиона долларов).

### Критика и отзывы
На сайте агрегатора рецензий Rotten Tomatoes у фильма рейтинг 63 % одобрения на основе 287 рецензий со средней оценкой 6/10. Согласно консенсусу сайта: «Он снят не так мастерски как некоторые из классических приключений, которым он обязан, но „Круиз по джунглям“ остаётся веселым путешествием для всей семьи». На Metacritic фильм имеет средневзвешенную оценку 50 из 100, основанную на 52 рецензиях, что указывает на «смешанные или средние отзывы». Зрители CinemaScore дали фильму среднюю оценку «A-» по шкале от A+ до F, в то время как 80 % зрителей PostTrak оценили фильм положительно, а 60 % из них рекомендуют фильм к просмотру.
Оуэн Глейберман, пишущий для Variety, похвалил химию Джонсона и Блант и сказал, что фильм «немного старомоден» и «забрасывает зрителей развлечениями таким живым, но самоуверенным образом, что порой вам может захотеться надеть защитное снаряжение». Кори Коулман и Мартин Томас из Double Toasted дали ему относительно положительный отзыв, зайдя так далеко, чтобы предсказать, что другие критики будут негативно его оценивать просто из-за его предпосылки. Однако они не сошлись во мнении относительно изображения персонажа Джека Уайтхолла: в то время как Томас посчитал это положительным шагом вперед для ЛГБТ-персонажей, Коулман нашел это несколько манерным и ненужным.
Рецензент Rolling Stone Дэвид Фиер дал фильму 2,5/5 звезд и назвал его «попыткой продать винтажную прогулку на лодке Волшебного королевства» как «следующую большую вещь в жанре бесконечного лета», добавив, что «кисло-яблочная хрустящая комическая игра Бланта прекрасно сочетается с мясным пирогом Джонсона, подаваемым с ветчиной». В The New York Times Жанетт Катсулис написала отрицательную рецензию, отметив, что фильм представляет собой «сырую мешанину» с «в основном непонятным» сюжетом, добавив, что он «демонстрирует откровенно фальшивую экзотику, которая кажется такой же плоской, как и вынужденное дрожание между двумя его главными героями». В своей статье для ABC News рецензент Питер Трэверс прокомментировал, что «составленный из запасных частей из лучших фильмов и длящийся более двух часов», фильм будет «тяжелым для людей с коротким вниманием». Однако он добавил, что это «лучше, чем «Особняк с привидениями» и «Земля будущего», другие фильмы, основанные на аттракционах Диснея».

## Будущее
После премьерных выходных фильма «Круиз по джунглям» Дуэйн Джонсон объявил, что ведутся переговоры с Walt Disney Pictures о сиквеле, который может ответить на многие вопросы, оставшиеся после фильма. 30 августа 2021 года стало известно, что Джонсон и Блант должны будут повторить свои роли в сиквеле. Майкл Грин разрабатывает сценарий, а Жауме Колет-Серра, как ожидается, вернется в качестве режиссера. Джон Дэвис, Джон Фокс, Бо Флинн, Джонсон, Дэни Гарсия и Хирам Гарсия вернутся к продюсированию, а Скотт Шелдон снова станет исполнительным продюсером. Тем же днем Джонсон подтвердил разработку сиквела в видео, размещенном в его официальном аккаунте в Instagram. Гарсия поделился, что у Джонсона и Блант есть много идей, как больше раскрыть своих персонажей в сиквеле. В октябре 2022 года продюсер Бо Флинн подтвердил, что работа над сценарием продолжается, а также заявил, что Джонсон и Блант полны решимости добиться выхода сиквела, хотя они не смогли сказать, когда он будет снят.